# Joe Dean Goddard
Joe Dean Goddard (Buncombe, 13 de junho de 1936) é um engenheiro químico estadunidense.

## Obras
- Editor com James T. Jenkins, Pasquale Giovine: UTAM-ISIMM Symposium on Mathematical Modeling and Physical Instances of Granular Flows, Reggio Calabria, Itália, 14-18 de setembro de 2009, American Institute of Physics 2010